# Greatest Hits Vol. 1 (album)
Greatest Hits Vol. 1 – pierwszy album zespołu The Cockney Rejects wydany w 1980 przez wytwórnię EMI.

## Utwory
1. "I'm Not a Fool" – 3:49
2. "Headbanger" – 1:28
3. "Bad Man!" – 2:37
4. "Fighting in the Street" – 2:37
5. "Shitter" – 1:53
6. "Here They Come Again" – 2:47
7. "Joint the Rejects" – 2:43
8. "East End" – 2:14
9. "The New Song" – 2:28
10. "Police Car" – 1:58
11. "Someone Like You" – 2:54
12. "They're Gonna Put Me Away" – 1:18
13. "Are You Ready To Ruck" – 2:19
14. "Where the Hell Is Babylon" – 2:26
15. "I'm Forever Blowing Bubbles" – 3:26
16. "West Side Boys" – 1:40

## Skład
- Jeff "Stinky" Turner – wokal
- Mick Geggus – gitara, wokal
- Vince Riodan – gitara basowa, wokal
- Andy Scott – perkusja